# Monte Albán

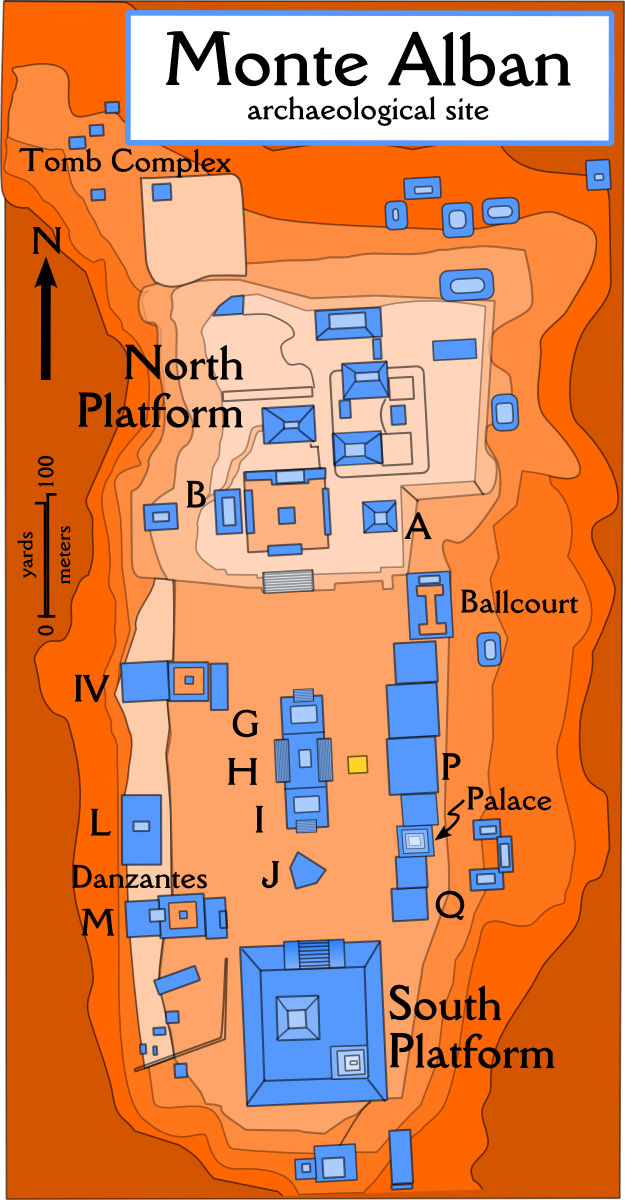
Plan Monte Alban

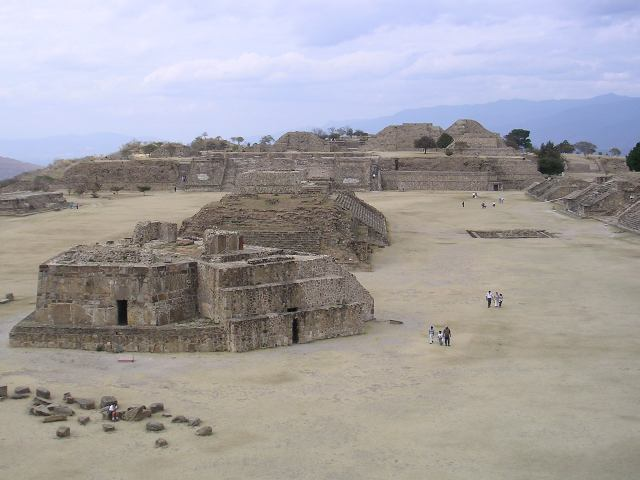
Monte Alban – Wielki Plac

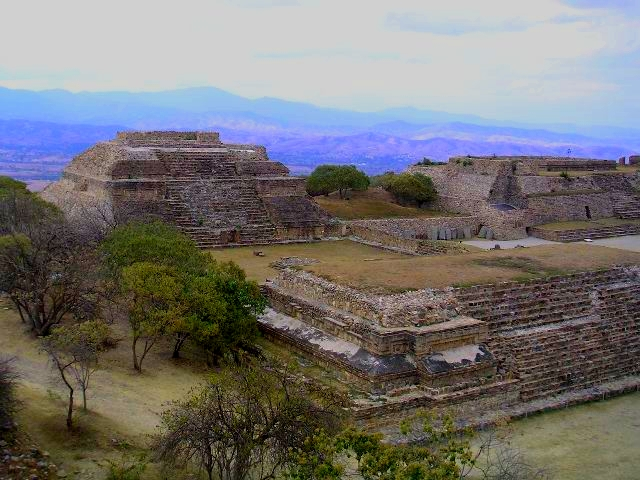
Monte Alban – Zespół M, położony w południowo-zachodniej części centrum

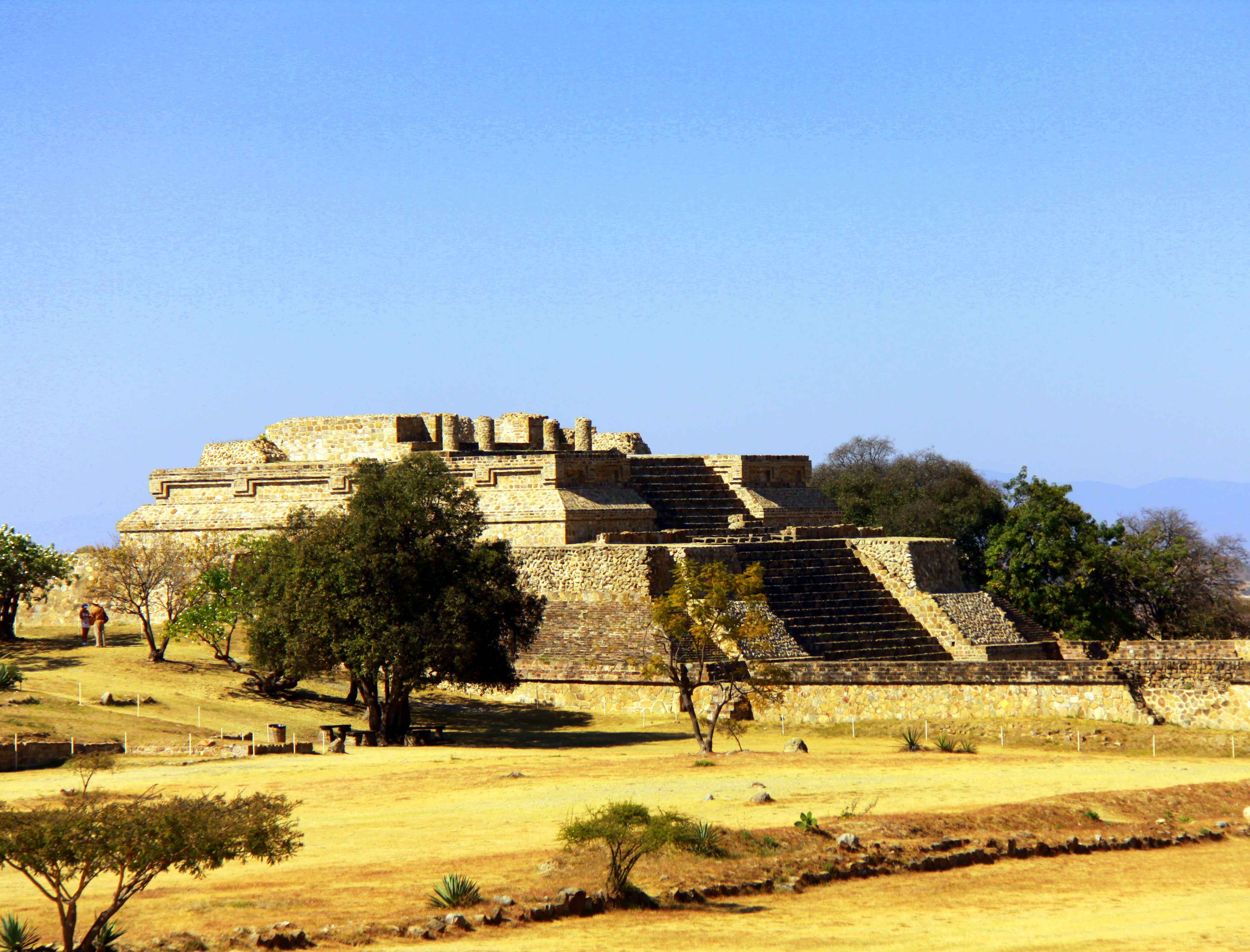
Zachodnia platforma w Monte Alban

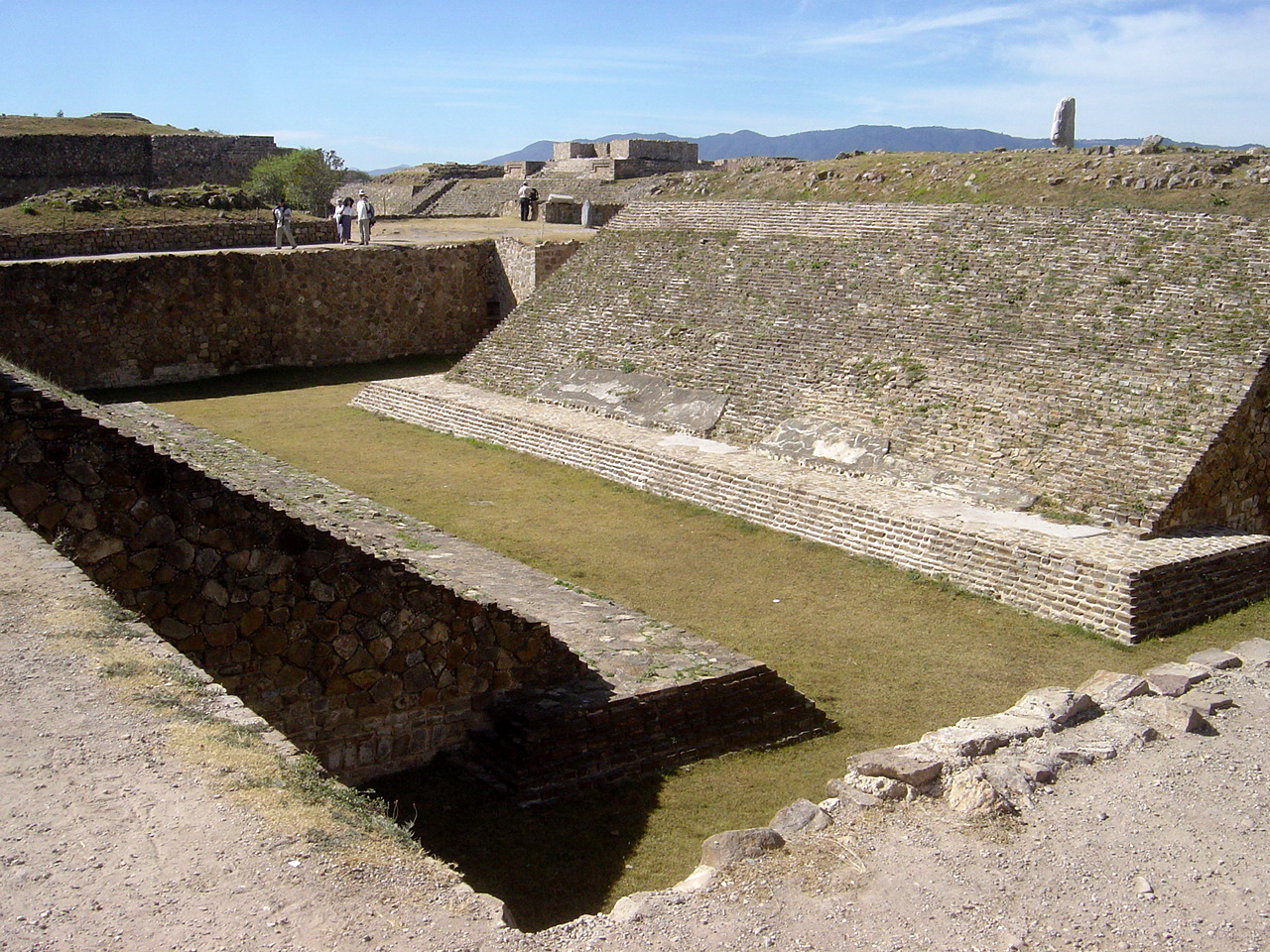
Boisko do rytualnej gry w piłkę w Monte Alban

Monte Albán – dawne centrum kulturalne Mezoameryki położone na Wyżynie Meksykańskiej w stanie Oaxaca w Meksyku. Centrum jest położone 2000 m n.p.m. i około 400 m nad otaczającymi wzgórze dolinami. Mimo odkrycia tylko około 10% pierwotnej zabudowy jest to jedno z ciekawszych miejsc w Meksyku. W historii Monte Albán archeologowie wyróżniają cztery okresy rozwoju: I i II okres związany z wpływami olmeckimi (czas trwania: VI wiek p.n.e.–II w. n.e.); okres wpływów Zapoteków to okres III, trwający od III–IX wieku; czas wpływów Misteków to okres IV, trwa od X–XIV wieku.
Obecna nazwa „Monte Albán” znaczy Biała Góra, natomiast nazwa prekolumbijska oznaczała prawdopodobnie Górę Jaguara.
Powstanie ośrodka związane jest z sztuką olmecką. Z tego okresu pochodzą najstarsze świątynie. Cokoły ich zdobią hieroglify i płaskorzeźby przedstawiające „tancerzy”. Są to wyobrażenia ludzi w niecodziennych pozach, z zamkniętymi oczami. Zdaniem archeologów wyobrażają one rytualny taniec lub ofiary składane bogom.
Wraz z przybyciem na te tereny Zapoteków zaczyna się kolejny okres w rozwoju Monte Albán. Wierzchołek wzgórza został wyrównany. Na ogromnej platformie o wymiarach około 950×450 m, powstał zespół budowli zlokalizowany wokół Wielkiego Placu (wymiary placu to 350×250 m). Na północy i południu powstały dwie wielkie świątynie zbudowane na tarasach piramid schodkowych. Świątynia północna zajmuje taras o powierzchni ok. 50 tys. m². Przy niej znajdują się pozostałości kolumn o średnicy 2,0 m. Do ciekawszych obiektów centrum należy budowla nazywana obserwatorium. Jest to unikalna w architekturze Mezoameryki zabudowa zrealizowana na planie trójkąta. Elementami charakterystycznymi zabudowy Monte Albán są: rozłożystość i masywność obiektów, szerokie schody (prowadzące do głównej świątyni mają szerokość 43 m). Na Wielkim Placu znaleziono także stele wykonane z kamienia i ozdobione reliefami przedstawiającymi zapoteckich wojowników i ich jeńców. Opisy zawarte są w wykutych na kamieniach hieroglifach, ale nie znamy ich treści (nie zostały odczytane). W części wschodniej centrum znajduje się boisko do rytualnej gry w piłkę, zwanej w języku nahuatl „tlachtli” lub „ullamaliztli”. W zboczach góry oraz w fundamentach niektórych świątyń odnaleziono komory grobowe. W nich odkryto gliniane urny przedstawiające bóstwa w pozycji siedzącej. Postacie ubrane są w bogate stroje zdobione elementami o symbolicznym znaczeniu. Nieznane jest przeznaczenie urn (nie było w nich prochów). Urny lepiono ręcznie, późniejsze wykonane są z połączonych części odciśniętych w drewnianych formach. Okres wpływów zapoteckich to czas największego rozwoju ośrodka.
W Monte Albán odkryto ponad sto grobów arystokracji, niektóre znajdowały się pod pałacami władców. Większość ludności miasta mieszkała w domkach z cegły adobe, wzniesionych na kamiennych fundamentach, rozmieszczonymi na niewielkich tarasach na zboczach góry. Pod patio grzebano mieszkańców. Szacuje się, że w latach 500–700 n.e. w Monte Albán mieszkało ok. 24 tys. ludzi.
Nieznana jest przyczyna opuszczenia miasta przez Zapoteków (miasto zaczęło pustoszeć już ok. 700 roku), po tysiącu lat rozwoju, a jego mieszkańcy przenieśli się do pobliskiej Mitli.
W okresie od 1100–1350 roku w Monte Albán miasto najprawdopodobniej zamieszkiwali Mistekowie. Wykorzystali pozostawione przez Zapoteków groby i świątynie do pochówku zmarłych z własnego plemienia. Odkryty przez archeologów grobowiec nr 7 zawierał przedmioty związane z ich sztuką. Znaleziono tam przedmioty z kości zdobione ornamentami, naszyjnik z kamieni i pereł, kielich i czaszki z górskiego kryształu, łańcuch ze złota, złotych muszli oraz żółwich skorup, diadem ze złotymi piórami. Wyroby te świadczą o wysokim poziomie mixteckiego rzemiosła.